# Марина Воденичар
Марина Воденичар (Панчево, 9. децембар 1982) српска је филмска, телевизијска и позоришна глумица.

## Биографија
Марина Воденичар је рођена у Панчеву 9. децембра 1982. године. Завршила је Факултет драмских уметности у Београду у класи Владе Јевтовића. Живи и ради у Београду.
Поред улога у позоришту остварила је запажене улоге и у телевизијским серијама, најпознатија је по улози Славице у телевизијској серији Вратиће се роде из 2007. године.

## Филмографија
| Год.       | Назив                           | Улога                                        |
| ---------- | ------------------------------- | -------------------------------------------- |
| 2005.      | На Бадњи дан                    | Марија Петровић                              |
| 2005—2006. | Љубав, навика, паника           | Продавачица у бутику/службеница на аеродрому |
| 2006.      | Један дан у белом (кратки филм) | Јасна                                        |
| 2007.      | Позориште у кући                | Родољупка                                    |
| 2007.      | М(ј)ешовити брак                | Андреа                                       |
| 2008.      | Биро за изгубљене ствари        | Сандра                                       |
| 2007—2008. | Љубав и мржња                   | Ива                                          |
| 2007—2008. | Вратиће се роде                 | Славица                                      |
| 2008.      | Заустави време                  | Даница                                       |
| 2009.      | Роде у магли                    | Славица                                      |
| 2010.      | Паметнице                       | Николина                                     |
| 2012.      | Најлепша је земља моја          | Николина                                     |
| 2012.      | Вир                             | Мира                                         |
| 2012—2013. | Жене са Дедиња                  | оператерка / Дијана Петровић                 |
| 2013.      | Револт                          | ТВ водитељка                                 |
| 2014.      | Варвари                         | Социјална радница                            |
| 2016.      | Упркос снегу                    | Секретарица                                  |
| 2016.      | Синђелићи                       | Сестра Светлана Радић                        |
| 2017.      | Сенке над Балканом              | Смиља                                        |
| 2018.      | Ургентни центар                 | Сара                                         |
| 2019.      | Пијавице                        | Инструкторка                                 |
| 2019.      | Далеко је Холивуд               | Режисер                                      |
| 2019.      | The Outpost                     | Mother                                       |
| 2019.      | Revolt                          | Tv host                                      |
| 2019.      | Нек иде живот                   | Зорица                                       |
| 2020.      | Кости                           | Мирјана                                      |
| 2020-2022. | Клан                            | Инспекторка Драгица                          |
| 2021.      | Династија                       | Славица                                      |

## Награде и признања
- Награда за најбољу женску улогу за лик Нине у представи „Аудиција“ на фестивалу студентских представа у Благоевграду у Бугарској.
- Награда за најбољу глумицу на Фестићу у Београду за улогу Лименка у представи Чаробњак из Оза.
- На 20. Данима хрватског филма проглашена је најбољом глумицом, за улогу у краткометражном играном филму Паметнице.